# African Express Airways
African Express Airways est une compagnie aérienne kenyane appartenant à la Somalie . Son siège social est situé à l'aéroport international Jomo Kenyatta d'Embakasi, à Nairobi au Kenya. C'est une compagnie aérienne court-courrier, qui s'adresse aux voyageurs d'affaires et de loisirs et opère des départs quotidiens.

## Destinations
Depuis août 2017, African Express Airways exploite des services vers les destinations régulières nationales et internationales suivantes: 
- Egypte
  - Le Caire - Aéroport international du Caire
- Kenya
  - Nairobi - Aéroport international Jomo Kenyatta (hub)
  - Aéroport international de Mombasa - Moi
  - Eldoret - Aéroport international d'Eldoret
  - Kisumu - Aéroport international de Kisumu
- Somalie
  - Aéroport international de Bosaso - Bender Qassim
  - Aéroport international de Galkaiyo - Abdullahi Yusuf
  - Aéroport international de Mogadiscio - Aden Abdulle
  - Berbera - Aéroport de Berbera
  - Hargeisa - Aéroport de Hargeisa
- Emirats Arabes Unis
  - Dubaï - Aéroport international de Dubaï
  - Sharjah - Aéroport international de Sharjah
- Yémen
  - Aden - Aéroport international d'Aden
  - Mukalla - Aéroport de Riyan Mukalla
  - Seiyun - Aéroport de Seiyun

## Services
African Express Airways a une société de maintenance des avions à réaction associée située près de son siège social, Jet Aircraft Maintenance Ltd.  L'entreprise possède un nouveau hangar équipé de toutes les installations, y compris des services de location de hangar d'entretien pour des tiers qui peuvent avoir leurs propres ingénieurs. 

## Flotte

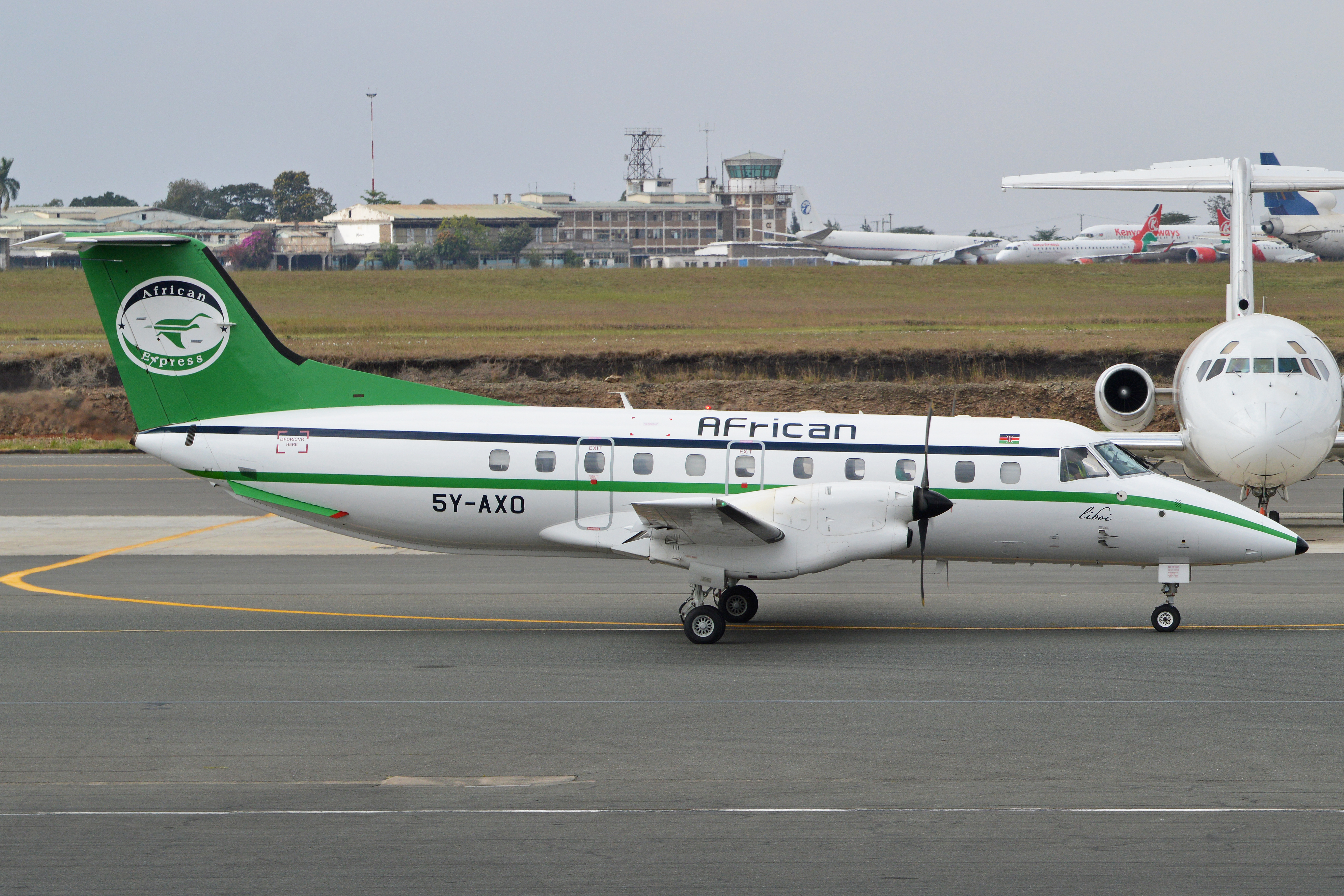
African Express Airways Embraer 120

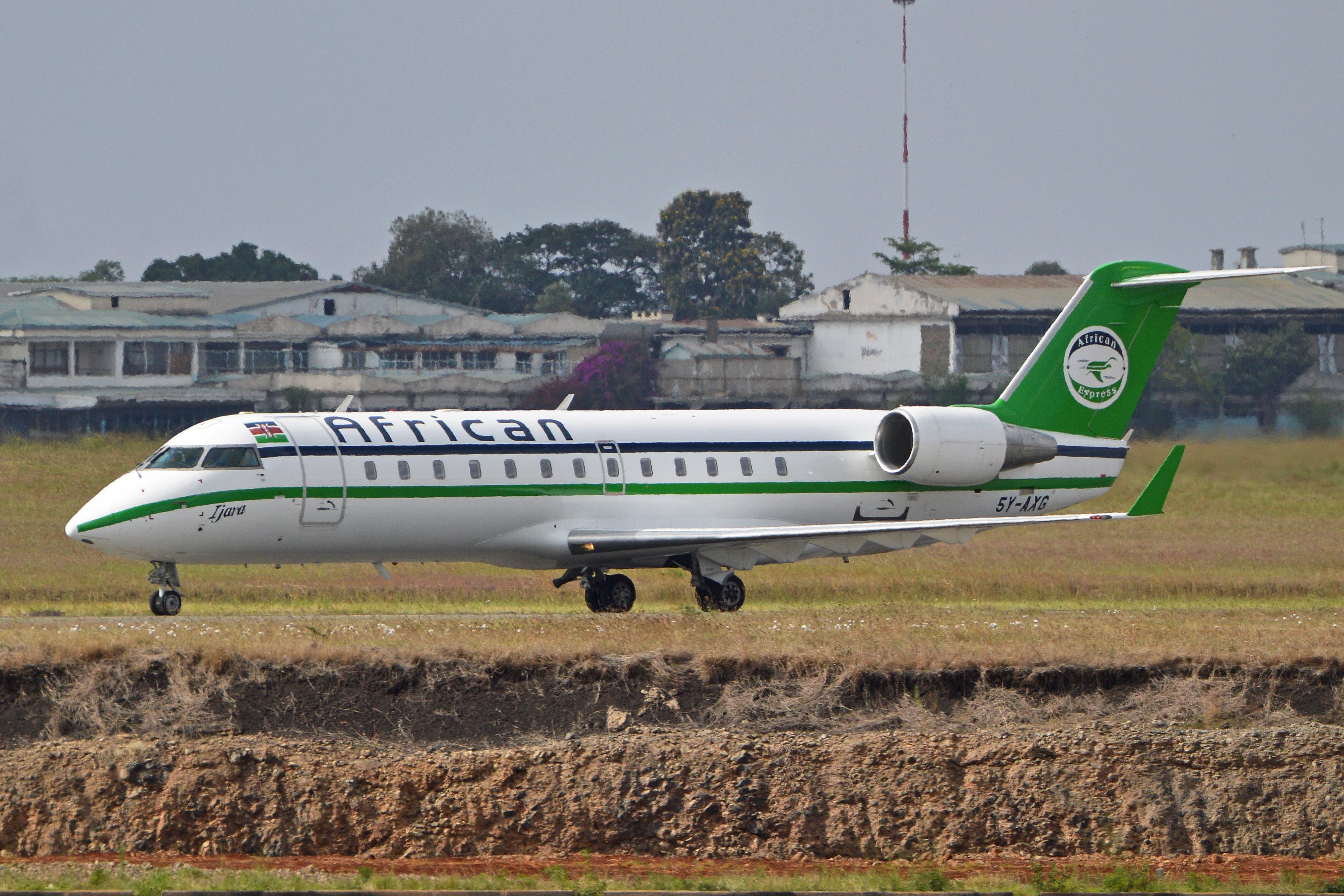
African Express Airways Bombardier CRJ200

La flotte d'African Express Airways se compose des avions suivants (en août 2019): 
Deux Mc Donnell Douglas MD 82, deux Douglas DC-9, un Bombardier CRJ200 et un Embraer EMB 120.

## Accidents et incidents
Le 4 mai 2020, un Embraer EMB-120 (immatriculé 5Y-AXO) a été abattu après son départ de Mogadiscio pour un vol à destination de Baidoa tuant les 6 personnes à bord, le vol était un vol charter transportant des fournitures médicales et des moustiquaires. L'avion a été abattu par l'armée éthiopienne qui craignait que l'avion Embraer ne soit en mission suicide. 

## Voir également
- Compagnies aériennes d'Afrique